# Marie-Noëlle Graobe
Marie-Noëlle Graobe, née le 2 décembre 1990 à Limbé dans la région du Sud-Ouest du Cameroun est un mannequin professionnel camerounais, surnommée la "Girafe de Doukoula" par la presse camerounaise.

## Biographie

### Enfance
Marie-Noëlle Graobe est issue d'une famille originaire de Doukoula dans la région de l’Extrême-Nord du Cameroun. Elle appartient au peuple Toupouri du Cameroun. Son père est un officier de la marine camerounaise et sa maman exerce comme couturière. C'est auprès de cette dernière qu'elle commence à poser comme modèle.

### Carrière
Marie-Noëlle Graobe amorce une carrière professionnelle en 2011 tout en participant à plusieurs concours de beauté. Avec ses mensurations de 1m77 elle participe  à des concours comme Miss Seme Beach. Elle est classée 2ème dans le cadre de l'édition 2012. En 2016, Marie-Noëlle Graobe est finaliste d'une émission de téléréalité Camerounaise: Cameroon Top Model.
Un an plus tard, elle représente le Cameroun à Miss Monde Supertalent 2017. A l'issue de cette compétition, elle est élue meilleur mannequin africain et termine dans le top 15.
La carrière internationale de Marie-Noëlle Graobe  progresse après son retour du Nigeria où il lui a été suggéré de créer une page Instagram. Elle décroche par la suite, un contrat avec une agence en Afrique du Sud. Marie-Noëlle Graobe mène également une carrière professionnelle en Europe.
Le mannequin a posé pour plusieurs magazines comme Brune, Vogue Arabia et pour des marques telles que H&M. En décembre 2020, elle présente Graobe management, une agence pour le placement des mannequins à l’international. En juillet 2021, elle ouvre une attente à Maroua dans l'Extrême-Nord du Cameroun pour la  formation et le suivi dans les métiers liés au mannequinat.
Le 18 décembre 2022, elle lance Graobe Models Search, un concours pour les jeunes mannequins qu'elle organise dans les villes de Yaoundé, Douala et Garoua.

## Autres activités
Marie-Noëlle Graobe est la Présidente de Dague, une association qu'elle a fondé pour venir en aide aux femmes de sa région.
En culture, Marie-Noëlle Graobe fait plusieurs incursions dans le monde du cinéma. En mars 2016, elle tient le rôle principal dans Metroscope, un long métrage du réalisateur Jean Louis Moussinga. En juillet 2017,  elle participe à plusieurs épisodes pilotes de la série A New Start de la maison de production BMJ films.

## Prix
Au Cameroun, Marie-Noëlle Graobe a été désignée meilleur Mannequin International Féminin 2024. Une distinction qu'elle avait déjà remporté en 2017 et 2018.

## Vie Privée
Le 08 juillet 2023, Marie-Noëlle Graobe épouse Bernard Njandja dans la ville de Reims en France.  En 2024, le couple se déchire dans des violences conjugales réciproques et entame par la suite une procédure de divorce. Marie-Noëlle Graobe est maman d'un garçon.